# 1683 na ciência

## Nascimentos
| Data            | Nome                              | Profissão                     | Nacionalidade   | Observações                              | Ref   |
| --------------- | --------------------------------- | ----------------------------- | --------------- | ---------------------------------------- | ----- |
| 28 de fevereiro | René-Antoine Ferchault de Réaumur | biólogo, naturalista e físico | Reino da França | m. 1757                                  |       |
| 12 de março     | John Theophilus Desaguliers       | filósofo natural              | Reino da França | m. 1744 Medalha Copley 1734, 1736 e 1741 | [ 1 ] |

## Mortes
| Data | Nome | Profissão | Nacionalidade | Observações | Ref |
| ---- | ---- | --------- | ------------- | ----------- | --- |